# Il marito in collegio
Il marito in collegio è il terzo romanzo di Giovannino Guareschi, pubblicato nel 1944.
L'opera è una storia "leggera" e ironica, caratterizzata dallo stile tipico di Guareschi di fare satira sui costumi e di parlare di sentimenti con delicatezza. In essa si riflette sull'importanza dell'amore, dell'influenza della famiglia, e sugli onnipotenti e onnipresenti "soldi", che spesso decidono la vita delle persone, più della loro volontà.
Nel testo vi è un riferimento al paggio Fernando di "Una partita a scacchi" di Giuseppe Giacosa.
Dal romanzo è stato tratto nel 1977 un film - con il medesimo titolo di Il marito in collegio - sceneggiato da Italo Terzoli e con la regia da Maurizio Lucidi.

## Edizioni
- Giovannino Guareschi, Il marito in collegio, Rizzoli, prima edizione Agosto 1944
- Giovannino Guareschi, Il marito in collegio, Rizzoli, 1993,  p. 288.